# Андрусенко Сергій Олександрович
Сергі́й Олекса́ндрович Андрусенко (нар. 1 січня 1979, Глибочиця, Житомирська обл. — пом. 29 січня 2015, Вуглегірськ, Донецька обл.) — старший солдат Збройних Сил України, учасник російсько-української війни.

## Життєпис
У часі війни — оператор протитанкового взводу 1-ї мотопіхотної роти, 13-й окремий мотопіхотний батальйон «Чернігів-1».
Загинув 29 січня 2015 року під час мінометного обстрілу у бою на блокпосту 1302 під Вуглегірськом. Тоді ж полягли старший солдат Олег Соломаха та солдати Олександр Бригинець й Андрій Лебедєв.
3 місяці вважався зниклим безвісти, упізнаний за експертизою ДНК серед загиблих.
Похований в Глибочиці.

## Нагороди та вшанування
- Указом Президента України № 103/2016 від 21 березня 2016 року, «за особисту мужність і високий професіоналізм, виявлені у захисті державного суверенітету та територіальної цілісності України, вірність військовій присязі», нагороджений орденом «За мужність» III ступеня (посмертно)[1].
- Вшановується в меморіальному комплексі «Зала пам'яті», в щоденному ранковому церемоніалі 29 січня[2][3].